# Greg Bennett
Pour les articles homonymes, voir Bennett.
Greg Bennett né le 2 janvier 1972 à Sydney en Australie est un triathlète australien, double vainqueur de la coupe du monde de triathlon en 2002 et 2003.

## Biographie
Double vainqueur de la coupe du monde en  2002 et 2003, il se classe 4e de l'épreuve de triathlon aux Jeux olympiques d'été de 2004. Il est marié à la triathlète américaine Laura Bennett.

## Palmarès
Le tableau présente les résultats les plus significatifs (podium) obtenus sur le circuit international de triathlon depuis 1996.
| Année | Compétition                              | Pays       | Position | Temps           |
| ----- | ---------------------------------------- | ---------- | -------- | --------------- |
| 2008  | Coupe du monde - l'étape de Hy-Vee       | États-Unis |          | 1 h 54 min 32 s |
| 2003  | Coupe du monde - Classement Général      |            |          |                 |
| 2003  | Coupe du monde - l'étape d'Ishigaki      | Japon      |          | 1 h 48 min 36 s |
| 2002  | Coupe du monde - Classement Général      |            |          |                 |
| 2002  | Coupe du monde - l'étape de Gamagori     | Japon      |          | 1 h 49 min 29 s |
| 2002  | Coupe du monde - l'étape de Hambourg     | Allemagne  |          | 1 h 47 min 4 s  |
| 2002  | Coupe du monde - l'étape de Lausanne     | Suisse     |          | 1 h 52 min 12 s |
| 2002  | Coupe du monde - l'étape d'Edmonton      | Canada     |          | 1 h 49 min 18 s |
| 2002  | Championnats du monde de duathlon        | États-Unis |          | 1 h 45 min 29 s |
| 2001  | Coupe du monde - l'étape de Cancún       | Mexique    |          | 1 h 31 min 55 s |
| 2001  | Coupe du monde - l'étape de Yamaguchi    | Japon      |          | 1 h 50 min 39 s |
| 1999  | Coupe du monde - l'étape de Sydney       | Australie  |          | 1 h 50 min 44 s |
| 1999  | Coupe du monde - l'étape d'Ishigaki      | Japon      |          | 1 h 47 min 8 s  |
| 1998  | Coupe du monde - l'étape de Sydney       | Australie  |          | 1 h 51 min 0 s  |
| 1997  | Coupe du monde - l'étape de Monte-Carlo  | Monaco     |          | 1 h 56 min 31 s |
| 1997  | Coupe du monde - l'étape de Tiszaújváros | Hongrie    |          | 1 h 46 min 47 s |
| 1996  | Coupe du monde - l'étape de Noosa        | Australie  |          | 1 h 46 min 52 s |
| 1996  | Coupe du monde - l'étape de Sydney       | Australie  |          | 1 h 48 min 27 s |